# Glosas Emilianenses

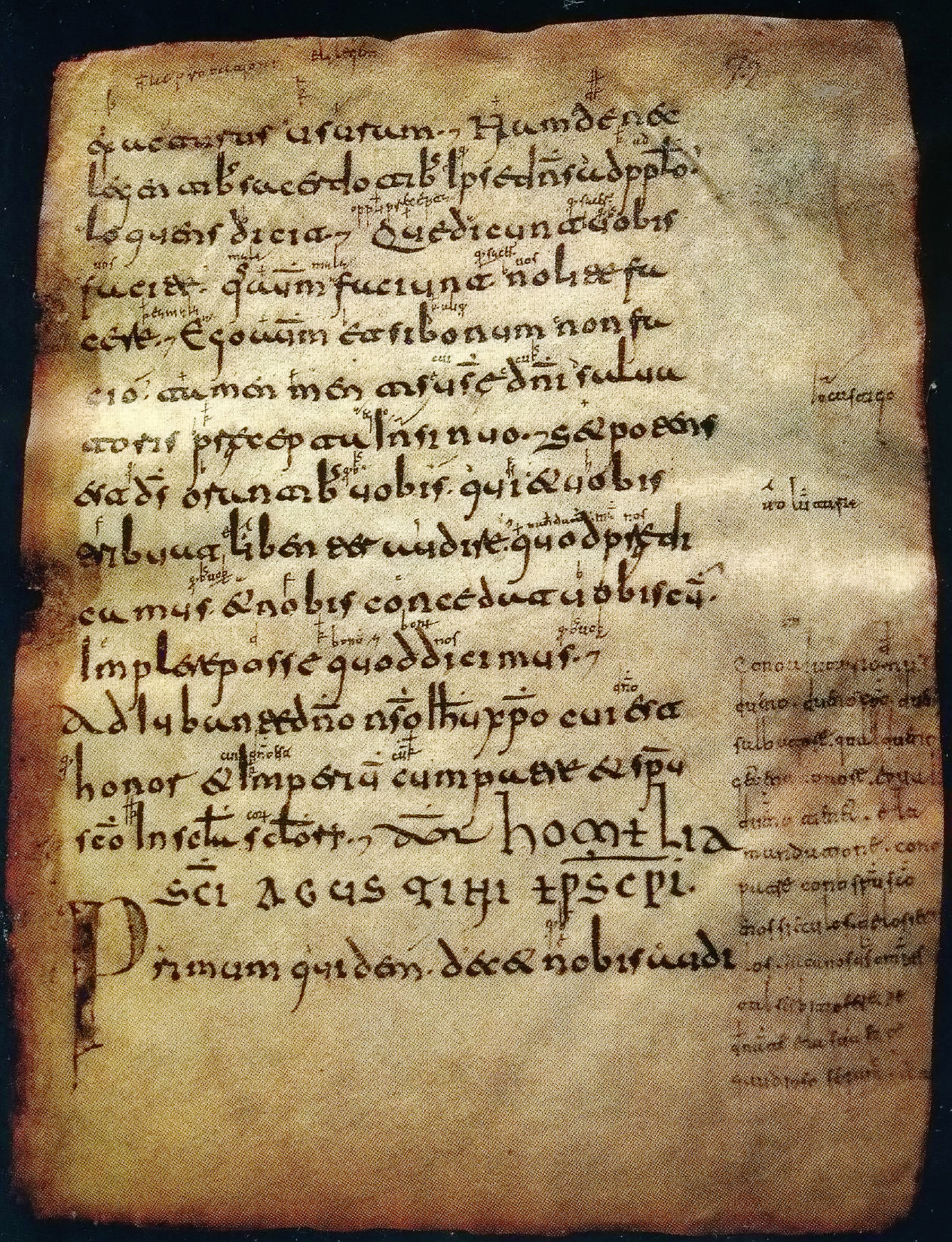
Glosa 89 (fol. 72r) del Códice Emilianense 60 (que se encuentra hoy día en la Biblioteca de la Real Academia de la Historia). En ella puede apreciarse el texto de una homilía en latín a la que el monje copista hizo sus propias anotaciones (glosas) en romance hispánico entre líneas y al margen del texto.

Las Glosas Emilianenses son pequeñas anotaciones realizadas en el Códice emilianense 60, escrito en latín. Se encuentran entre las líneas del texto principal y como notas marginales (marginalia) de algunos de sus pasajes. Dichas anotaciones están en varias lenguas: entre ellas el propio latín, un iberorromance (bien castellano medieval con rasgos riojanos, bien navarro o navarro-aragonés en su variedad riojana) y alguna variedad local de vascuence. Fueron descubiertas en 1911 por Manuel Gómez-Moreno.
  

El Códice emilianense 60 se ha fechado en siglo IX o a principios del siglo X, mientras que las glosas se incluyeron posteriormente, a finales del siglo X o a principios del siglo XI. La intención del monje glosador pudo ser la de aclarar un texto en latín, con la finalidad de realizar funciones pastorales o bien porque era estudiante de esta lengua.

La situación territorial de la península ibérica hacia el año 1000. En verde oscuro, territorios reconquistados para Al-Ándalus. El mapa muestra las diferentes aceifas de Almanzor con sus fechas.

## Relevancia
La importancia filológica de estas glosas, que no se advirtió hasta el siglo XX, es el hecho de que contienen el testimonio escrito más temprano del que se tenía noticia hasta entonces, en forma arcaica, pero claramente reconocible, de un romance hablado en el área actual del idioma español. La lengua de las glosas fue, al parecer, la lengua vernácula hablada por entonces en la zona, a pesar del predominio del latín en muchos ámbitos cultos y en los registros escritos. De las Glosas Emilianenses, que suman más de mil en total, unas cien están en un iberorromance y poseen el interés añadido de incluir dos anotaciones en vascuence, siendo este el primer testimonio escrito conocido, no epigráfico, en dicha lengua.
El nombre se debe a que se compusieron en el Monasterio de San Millán de la Cogolla (Millán o Emiliano procede del latín Aemilianus), perteneciente a La Rioja y por aquel entonces parte del Reino de Navarra. Su valor se descubrió en 1911, cuando Manuel Gómez-Moreno, que estudiaba la arquitectura mozárabe del Monasterio de Suso, transcribió todas las glosas, alrededor de mil, y las envió a Ramón Menéndez Pidal.
Las lenguas no "nacen" en un lugar y momento concreto, ya que en realidad existe un continuum lingüístico temporal y espacial. Sin embargo, San Millán de la Cogolla (y La Rioja, por extensión) reciben metafóricamente el sobrenombre de «cuna del castellano» y del euskera gracias a estas glosas. No obstante, varios autores sostienen que no están escritas exactamente en un castellano antiguo, sino en navarro o navarro-aragonés en su variedad riojana. Las glosas presentan más rasgos navarros y riojanos que propiamente castellanos. A día de hoy se han encontrado algunos textos más antiguos que pueden considerarse protocastellanos; el Instituto Castellano y Leonés de la Lengua (ILCYL), dató los Cartularios de Valpuesta junto con la Nodicia de Kesos, como algunos de los registros con rasgos de las lenguas castellana y leonesa más antiguos que se conocen, aunque hoy en día existe un estudio que considera a la Nodicia escrita en protoleonés y no en leones ni en protocastellano. En noviembre de 2010, la Real Academia Española avaló los cartularios, escritos en «una lengua latina asaltada por una lengua viva», como los primeros documentos en los que aparecen palabras escritas en castellano, anteriores a las Glosas Emilianenses. Sin embargo, la diferencia más destacable entre estos dos documentos y las Glosas Emilianenses es que las glosas presentan estructura gramatical romance, algo que no se da en los Cartularios de Valpuesta y la Nodicia de Kesos, los cuales son textos escritos en latín y de gramática latina en los que se incluyen algunas palabras romances. Por tanto, las Glosas Emilianenses son los textos en romance ibérico (del área geográfica actual de lengua castellana) más antiguos de los que se tiene noticia, en los que están presentes todos los niveles lingüísticos.

## Conservación del manuscrito
Los códices de San Millán fueron incautados por el estado español durante la Desamortización, de forma legal según las disposiciones jurídicas del siglo XIX, al igual que les sucedió a todas las bibliotecas monásticas del país. Tras ella, acabaron siendo trasladados a Madrid y formando parte de los fondos de la Real Academia de la Historia. No obstante, existe un trabajo de investigación donde se indica que las glosas fueron sacadas del monasterio con posterioridad a la desamortización y de manera ilegal.Han existido desde La Rioja distintas voces que han reclamado su devolución.

## Las glosas

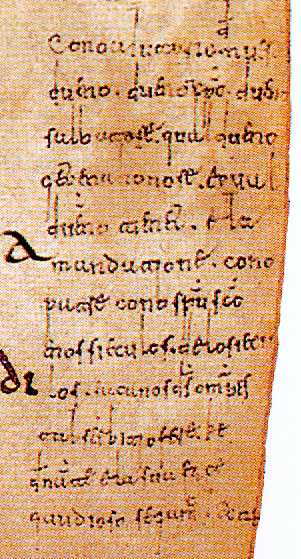
Detalle de la glosa 89 del fol. 72r, la más extensa del códice.

La frase más larga de todo el códice se encuentra en la página 72. Se trata de doce renglones en los que se lee lo siguiente:

hispanorromance original

Con o aiutorio de nuestro
dueno Christo, dueno
salbatore, qual dueno
get ena honore et qual
duenno tienet ela
mandatione con o
patre con o spiritu sancto
en os sieculos de lo siecu
los. Facanos Deus Omnipotes
tal serbitio fere ke
denante ela sua face
gaudioso segamus. Amen.
castellano contemporáneo
Con la ayuda de nuestro
Señor Cristo, Señor
Salvador, Señor
que está en el honor y
Señor que tiene el
mandato con el
Padre con el Espíritu Santo
en los siglos de los siglos.
Háganos Dios omnipotente
hacer tal servicio que
delante de su faz
gozosos seamos. Amén.

Dámaso Alonso denominó a esta oración «el primer vagido de la lengua española».

## Las lenguas usadas en las glosas

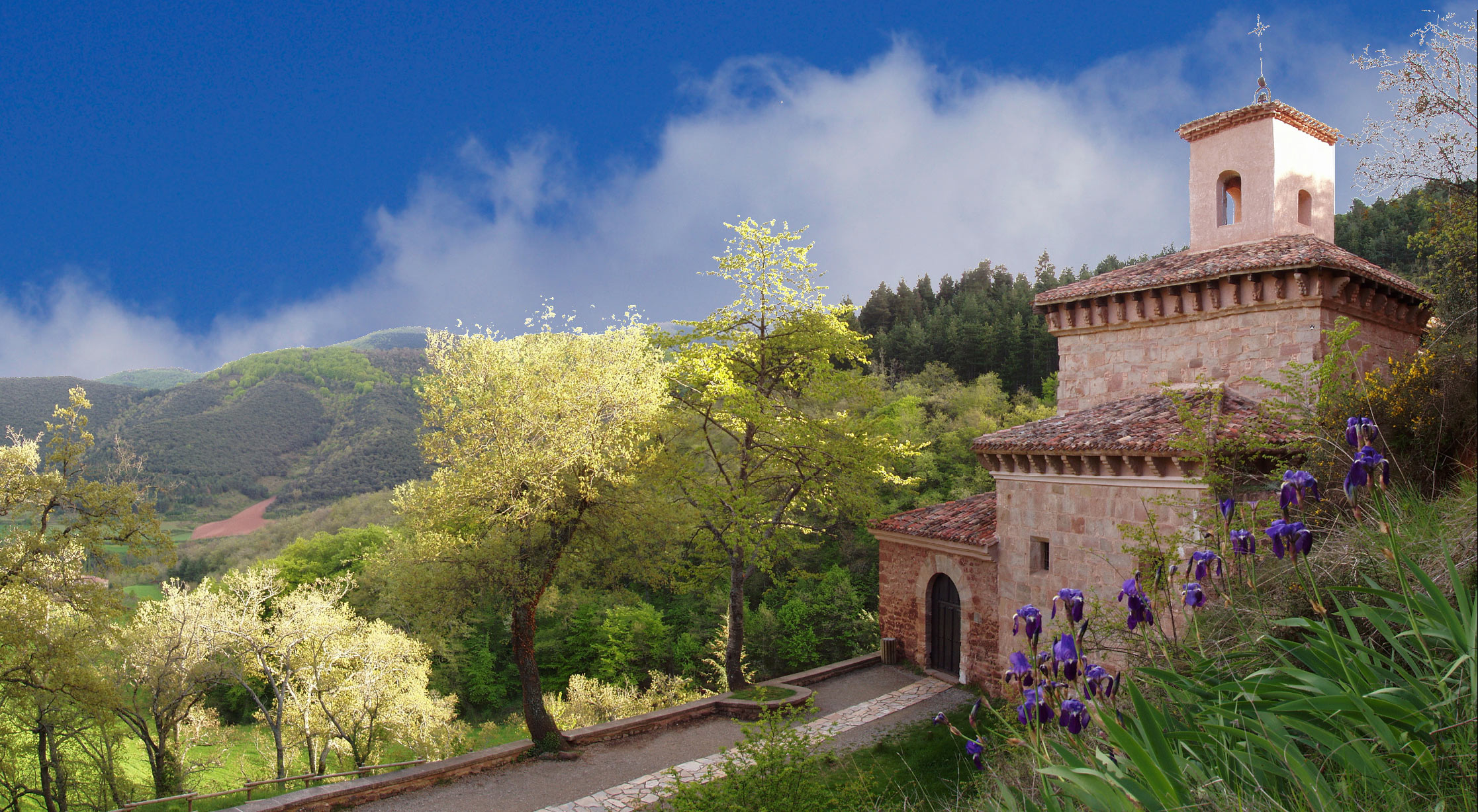
Monasterio de San Millán de Suso.

Las glosas del códice Æmilianensis 60 (en número de 145 según el recuento de Menéndez Pidal, que confirman Olarte Ruiz y Espinoza Gutiérrez) están escritas en tres lenguas: en latín, en un iberorromance  y en vascuence, aunque sin determinar su variedad dialectal.Más de cien de esas anotaciones están escritas en romance y dos en vasco. Las escritas en latín lo son en un latín coloquial, más comprensible que la lengua que glosan, y en muchos casos sólo es latín aparentemente, pues disfraza con escritura latina lo que se pronunciaba ya como romance.
Ciertos rasgos éuscaros podrían delatar, a juicio de los especialistas, la condición bilingüe (vasco-románica) del glosador. Sobre las dudas que suelen surgir acerca del romance específico empleado en las Glosas, aún hay discrepancias entre filólogos sobre el dialecto concreto al que deben ser adscritas y que descubren las peculiaridades lingüísticas de una región concreta.Junto a características específicamente riojanas y peculiaridades vascas, se encuentran rasgos presentes en otras variedades dialectales hispanas: navarro, leonés, aragonés y mozárabe. Los rasgos navarro-aragoneses se perciben en el uso de muito, feito, honore (femenino y no masculino), plicare, lueco, cono, ena, etc. 
Algunos autores, como Menéndez Pidal (1950), Lapesa (1981), Alarcos (1982) y Alvar (1976, 1989), han planteado que se trataba de una koiné lingüística en la que se mezclaban diversos rasgos pertenecientes al castellano con una impronta navarroaragonesa. Sin embargo, hay autores que discrepan, como Douglas John Gifford y Frederick William Hodcroft (1959), González Ollé (1970), William Dennis Elcock (1975), Gerold Hilty (1996) o Wolf (1991), atribuyéndole una génesis navarro-aragonesa.
Para García Turza y Muro, las glosas emilianenses contienen  la primera manifestación escrita del dialecto riojano, el cual solo puede considerarse castellano o español en la medida en que presenta la existencia de algunos rasgos lingüísticos  comunes al dialecto que, con el transcurso de varios siglos, se convertirá en lengua nacional. La lengua de las glosas presenta más singularidades y elementos comunes a otros dialectos ibéricos, que semejanzas con el castellano medieval estabilizado por Alfonso X el sabio.
Como germanismos hay dos glosas, la 20 y la 21, en las que se aclara: 

desolabuntur - nafragarsan
dextruuntur - nafragatos

Estas glosas cuentan con una estructura gramatical, a diferencia de los Cartularios de Valpuesta, donde algunas palabras en romance  se entremezclan en textos en latín.

### Rasgos lingüísticos de las Glosas Emilianenses
En la siguiente tabla se reseñan las reglas de evolución fonética que se han podido observar en la lengua de las glosas y se señala en qué lenguas romances se presenta también cada uno de estos rasgos:
| Glosas Emilianenses                                   | Ejemplo(s) en las glosas | Gallego-portugués | Asturleonés                              | Castellano                                           | Navarro-aragonés       | Catalán              | Mozárabe                      |
| ----------------------------------------------------- | --- | ----------------- | ---------------------------------------- | ---------------------------------------------------- | ---------------------- | -------------------- | ----------------------------- |
| Diptongación Ĕ en cualquier contexto                  | mondamientre (32), buenamientre (58), alquieras (69), sieculos (89)                                                                                       | No                | Sí                                       | Sí                                                   | Sí                     | No, excepto ante yod | Sí                            |
| Diptongación Ŏ en cualquier contexto                  | lueco (2), amuestra (11), aluenge (15), buenamientre (58), nuestro (89), duen(n)o (89), de fueras (102), uello (115), (h)uamne (68 y 128), (h)uemne (130) | No                | Sí, excepto trabada por nasal            | Sí, excepto ante yod y pocas veces trabada por nasal | Sí                     | No, excepto ante yod | Sí, excepto trabada por nasal |
| Diptongación vocal temática verbo ser                 | el get (79), tu ies (138) | No                | Sí                                       | No                                                   | Sí                     | No                   | Sí                            |
| Conservación de grupos PL-, FL-, CL-                  | aflarat (29), aplecare (59) | No                | No                                       | No                                                   | Sí                     | Sí                   | Sí                            |
| Conservación de las consonantes sordas intervocálicas | lueco (2), moueturas (7), nafregatos (21), tota (57), aplecare (59), ganato (84)                                                                          | No                | No                                       | No                                                   | Sí                     | No                   | Sí                            |
| Conversión de los grupos -CT- y -LT- en -it-          | geitat (45), muitas (54), muitos (71), der[e]itura (90), feito (94 y 106)                                                                                 | Sí                | Sí, excepto asturiano central y oriental | No                                                   | Sí                     | Sí                   | No                            |
| Conversión de C'L en -ll-                             | spillu (115), uello (115) | Sí                | Sí, excepto algunas variantes asturianas | No                                                   | Sí                     | Sí                   | No                            |
| Conservación de GE-, GI-                              | geitat (< jectat) (45) | Sí                | Sí, excepto asturiano oriental           | No                                                   | Sí                     | Sí                   | Sí                            |
| Sonorización de -NT- en -nd-                          | alquandas (< ali quantas) (73) | No                | No                                       | No                                                   | Sí                     | Sí                   | No                            |
| Conservación del grupo AL + consonante                | altra (116) | No                | No                                       | No                                                   | Sí                     | Sí                   | No                            |
| Conservación del grupo -MB-                           | ambas (24) | Sí                | Sí                                       | No                                                   | No, excepto en navarro | No                   | Sí                            |
| Palatalización de IPSUM                               | eleisco (138) | No                | No                                       | No                                                   | Sí                     | Sí                   | No                            |

### Tabla comparativa
Veamos, pues, una comparación de voces usadas en las glosas con las correspondientes actuales en lenguas castellana y aragonesa, junto con la forma latina:
| En las glosas | Aragonés     | Castellano          | Latín                |
| ------------- | ------------ | ------------------- | -------------------- |
| de los (delo) | de los, d’os | de los              | < DE ILLOS           |
| ela           | a, l’        | la                  | < ILLA               |
| ena, enos     | en a, en os  | en la, en los       | < IN ILLAM, IN ILLOS |
| fere          | fer          | hacer/far/fer/fazer | < FACERE             |
| siéculo       | sieglo       | (sieglo >) siglo    | < SAECULU            |
| yet           | ye           | es                  | < EST                |

El estudio del lingüista suizo Heinz Jürgen Wolf de 1997 clasifica al romance de las glosas, no dentro del grupo Ibero-romance al que pertenece el castellano, sino dentro del grupo de lenguas o dialectos romances pirenaico-mozárabes, al que pertenece el aragonés.

### La técnica del copista

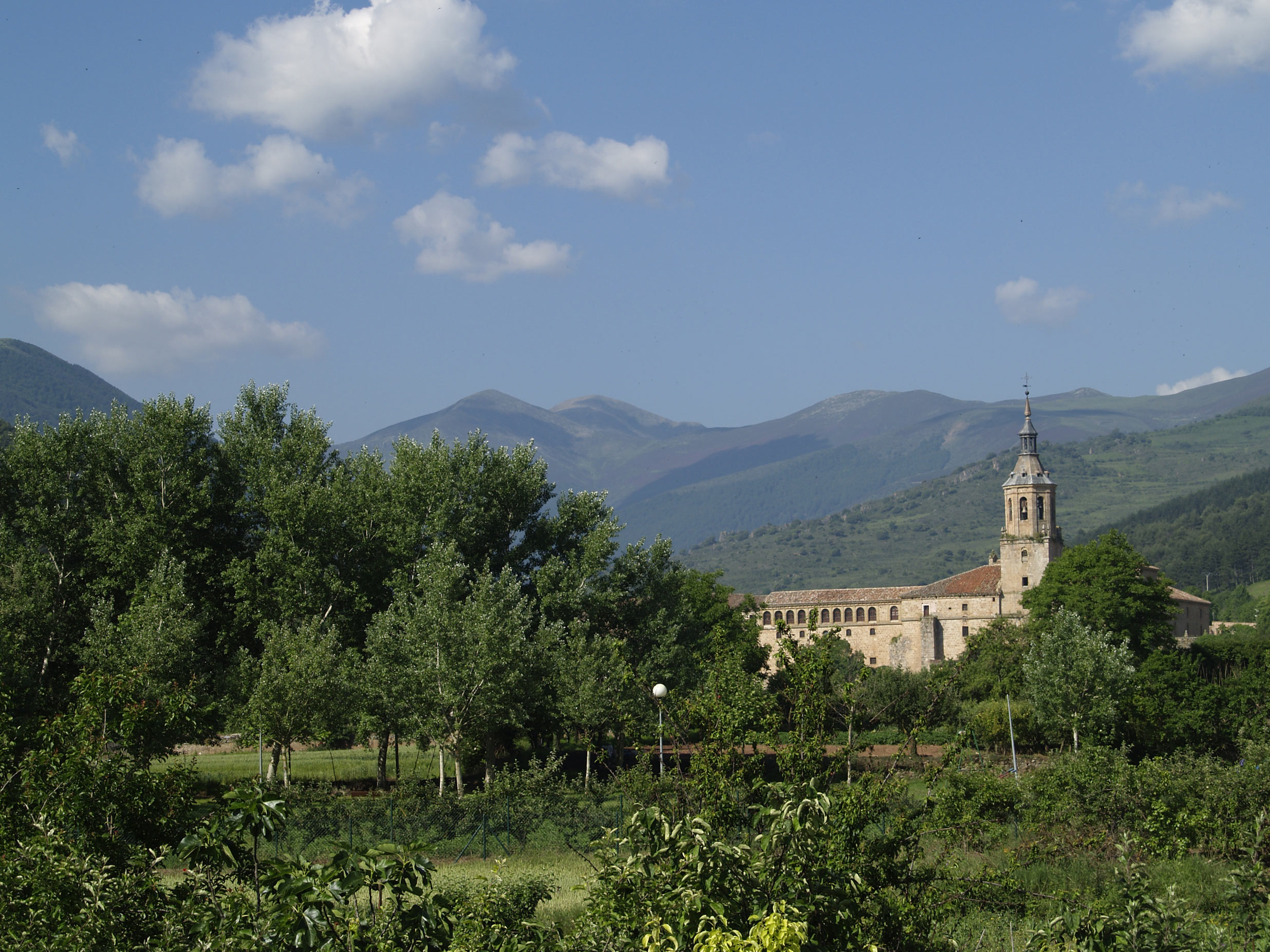
Monasterio de San Millán de Yuso.

El monje copista no se limitó a utilizar los glosarios latinos que solían tener los monasterios para resolver sus dudas léxicas, sino que documenta en los márgenes el habla popular de las tierras altorriojanas. Hay aquí un ejemplo de cómo trabajaba el copista:

Et ecce repente (luenco) unus de principibus ejus ueniens adorabit eum. Cui dixit diabolus ¿unde uenis? Et respondit: fui jn alia prouincia et suscitabi (lebantai) bellum (pugna) et effusiones (bertiziones) sanguinum...

Como puede apreciarse, el copista fue aclarando las palabras latinas que le parecían menos conocidas, ayudándose probablemente de un diccionario: repente lo pasó a luenco («luego»); suscitabi lo aclaró con lebantai («levanté») bellum con el actual cultismo pugna, effusiones con «bertiziones», etc.

## Las glosas en vascuence

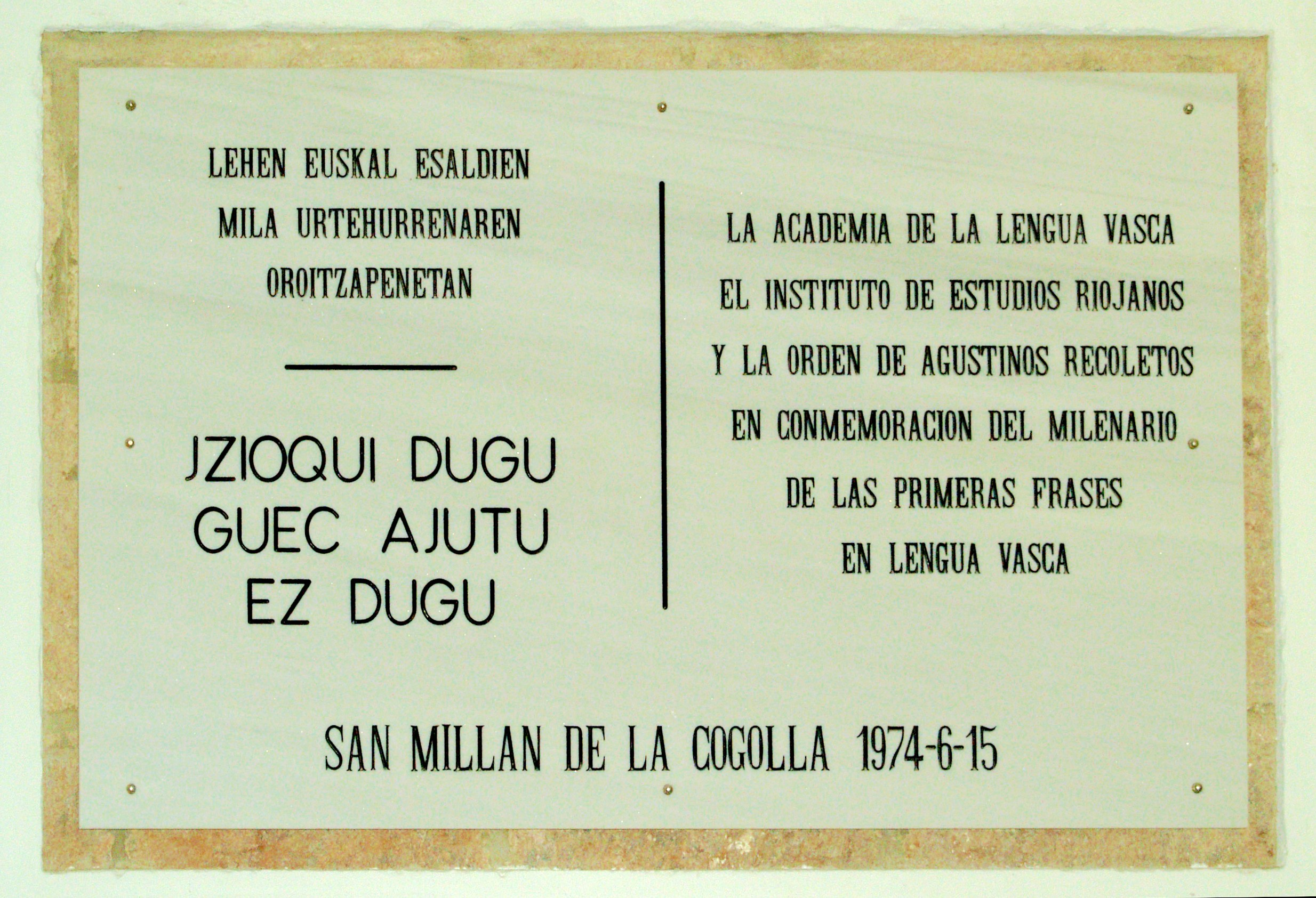
Placa con las primeras palabras en vascuence en el monasterio de Yuso, San Millán de la Cogolla

En vascuence aparecen dos apuntes: las glosas 31 y 42; a saber:

jçioqui dugu
guec ajutu eç dugu
nos alegramos,
nosotros no tenemos adecuado

Las dos breves glosas en lengua vasca son el testimonio escrito no epigráfico más antiguo de este idioma del que se tiene noticia. La aparición de restos en éuscaro y la abundante toponimia de la región en dicha lengua es considerada como una muestra de que estas glosas debieron ser escritas en zona de contacto lingüístico vasco-románico.
Por otra parte la presencia de las dos glosas en vasco, unida a la de otros rasgos eusquéricos manifestados en varias palabras romances del documento, revela la condición bilingüe, vasca y romance, del escritor de las glosas. Este hecho no es sorprendente puesto que entonces se hablaba alguna variante dialectal del vascuence en parte de La Rioja y en la zona de San Millán con seguridad. «Del uso del vascuence en esta región da claro testimonio la toponimia riojana actual, que incluye nombres de localidades tan claramente éuscaros como Herramélluri, Ezcaray, Ollauri o Cihuri.»

### Específica
- Espinoza Gutiérrez, María Laura (2005). «Latín tardío e hisoanorromance temprano : un estudio gramatical de las glosas emilianenses y silenses». Tesis licenciatura (Universidad Nacional Autónoma de México). Consultado el 28 de octubre de 2024.
- García Larragueta, Santos (1984). Las Glosas Emilianenses: Edición y estudio. Colección "Bibliteca de Temas Riojanos" 54. Instituto de Estudios Riojanos. ISBN 978-84-85242-31-3. Consultado el 27 de octubre de 2024.
- González Ollé, Fernando (6 de junio de 1978). «La sonorización de las consonantes sordas tras sonante en La Rioja : A propósito del elemento vasto en las "Glosas Emilianenses"». Cuadernos de Investigación Filológica 4 (0): 113. ISSN 1699-292X. doi:10.18172/cif.1422. Consultado el 27 de octubre de 2024.
- García Turza, Claudio (dir.); García Andreva, Fernando (coord.) (2023).  Agencia Estatal Boletín Oficial del Estado - Fundación San Millán de la Cogolla, ed. Las Glosas Emilianenses y Silenses. ISBN 978-84-3402-951-4. Consultado el 27 de octubre de 2024.
- García Turza, Claudio; Muro Munilla, Miguel Ángel (1992).  Gobierno de la Rioja, ed. Glosas Emilianenses. Logroño. ISBN 978-84-87209-75-8. Consultado el 27 de octubre de 2024.
  - García Turza, Claudio; Muro Munilla, Miguel Ángel (1992).  Gobierno de la Rioja, ed. Glosas Emilianenses. Estudio preliminar. Logroño. ISBN 978-84-87209-75-8. Consultado el 27 de octubre de 2024.
- García Turza, Claudio; Muro Munilla, Miguel Ángel (2006).  Gobierno de la Rioja, ed. Glosas Emilianenses. Logroño. ISBN 978-84-87209-75-8. Consultado el 27 de octubre de 2024.
- Olarte Ruiz, Juan B. (1977). «En torno a las "Glosas emilianenses"». Glosas Emilianenses. Ministerio de Educación y Ciencia. pp. 10-26. ISBN 978-84-369-0245-7. Consultado el 28 de octubre de 2024.
- Viñes Rueda, Hortensia (1988). «Español y vascuence en las Glosas Emilianenses». Príncipe de Viana. Anejo (8): 225-232. ISSN 1137-7054. Consultado el 27 de octubre de 2024.
- Wolf, Heinz Jürgen; Ruhstaller Kuhne, Stefan (1996). Las glosas emilianenses. Universidad de Sevilla. pp. 108-112. ISBN 84-472-0326-3. Consultado el 27 de octubre de 2024.

### General
- Baldinger, Kurt (1972). La formación de los dominios lingüísticos de la península ibérica. Biblioteca Románica Hispánica. I. Tratados y monografías 10. Madrid: Gredos. pp. 48-54.
- Colón, Germán (1989). El español y el catalán, juntos y en contraste. Ariel España. p. 243. ISBN 978-84-344-8208-1. Consultado el 27 de octubre de 2024.
- Lapesa, Rafael: "Historia de la lengua española", p. 162. Madrid, Escelicer, 1968. Madrid, Gredos, 1981.
- Menéndez Pidal, Ramón (1956). Orígenes del español. Estado lingüístico de la Península Ibérica hasta el siglo XI (4 edición). Espasa-Calpe. ISBN 8423947521.
- Navarro Tomás, Tomás: "El perfecto de los verbos en -AR en aragonés antiguo". Revue de Dialectologie Romane, I, Bruselas, 1905, pp. 110–121. 
  - Versión en castellano: Archivo de Filología Aragonesa, X-XI, 1958-59, pp. 315–324.
- Pottier, Bérnard: "L'évolution de la langue aragonaise à la fin du moyen âge", Bulletin Hispanique, Burdeos, LIV, 1952, pp. 184–199. 
  - Traducción en Archivo de Filología Aragonesa, XXXVIII (1986), pp. 225–240.
- Saroïhandy, Jean: "Mission de M. Saroïhandy en Espagne". École Pratique des Hautes Études. Annuaire 1898, pp. 85–94. 
  - También en: ALVAR, M. (trad.): "Misión de J. Saroïhandy en España (1896)", Archivo de Filología Aragonesa, VI, 1954, pp. 9–26.
- Saroïhandy, Jean: "Mission de M. Saroïhandy en Espagne". École Pratique des Hautes Études. Annuaire 1901, pp. 106–118. 
  - También en: LABORDA (trad.): "Informe del señor Saroïhandy en España", Revista de Aragón, 1902, pp. 644–654.
- Wolf, Philippe: "Origen de las lenguas occidentales", p. 212. Madrid, Guadarrama, 1971.
- Vicente Zamora, Alonso (1967). Dialectología española. Gredos. ISBN 978-84-249-1115-7. Consultado el 27 de octubre de 2024.
- Vicente de Vera, Eduardo (1992). El aragonés: historiografía y literatura. Mira Ed. ISBN 978-84-86778-44-6.